# سیارک ۲۳۰۴۶
سیارک ۲۳۰۴۶ (به انگلیسی: 23046 Stevengordon، نامگذاری:1999XN28) بیست و سه هزار و چهل و ششمین سیارک کشف شده‌است که در ۶ دسامبر ۱۹۹۹ کشف شد.
قدر مطلق سیارک برابر ۱۹.۵ است.